# Eremocossus faeda
Eremocossus faeda is een vlinder uit de familie van de Houtboorders (Cossidae). De wetenschappelijke naam van de soort is voor het eerst gepubliceerd in 1884 door Charles Swinhoe.
De soort komt voor in Pakistan en is voor het eerst ontdekt in Karachi.